# Windows Template Library
Windows Template Library (WTL) — свободно распространяемая библиотека шаблонов (шаблонных классов) C++, предназначенная для написания стандартных GUI-приложений Windows, являющаяся расширением библиотеки ATL. WTL представляет собой надстройку над интерфейсом Win32 API операционных систем Windows, и в первую очередь разрабатывалась как облегчённая альтернатива библиотеке MFC. WTL поддерживает работу с окнами и диалогами, стандартными диалогами Windows, GDI, стандартными контролами, ActiveX и пр. В библиотеке представлены основные элементы управления: меню, панели инструментов, кнопки, поля ввода, списки и т. д. Помимо основных, также доступны для использования оконные элементы управления, такие как Splitter. В библиотеку включены также некоторые вспомогательные классы, например класс-обертка строки CString, синтаксически совместимая с аналогичным классом библиотеки MFC.
Изначально WTL была разработана сотрудником Microsoft Нэнадом Стефановичем для внутреннего использования, но позже была выпущена в качестве дополнения к Microsoft Visual Studio и Win32 Framework SDK, но без официальной документации и поддержки. Библиотека распространяется по лицензии Common Public License Version 1.0.

## Альтернативы
Существуют некоторые библиотеки, призванные заменить или дополнить WTL. К примеру, библиотека SmartWin++ изначально разрабатывалась как замена WTL и MFC.
Библиотека WinxGui (сокр. WINX) фокусируется на цели: самое простое, но эффективное. Это шаблонная библиотека графического интерфейса для C++, совместимая с WTL. WINX поддерживает WYSIWYG-разработку.